# Liste serbisch-orthodoxer Klöster
Die Liste serbisch-orthodoxer Klöster enthält bestehende und ehemalige Klosteranlagen der Serbisch-Orthodoxen Kirche in verschiedenen Ländern.

## Serbien
- Kloster Kalenić
- Kloster Ljubostinja
- Kloster Manastija
- Kloster Mesić
- Kloster Sopoćani
- Kloster Studenica
- Kloster Vitovnica
- Kloster Žiča

## Bosnien und Herzegowina
- Kloster Dobrun
- Kloster Glogovac
- Kloster St. Nikolai Rmanj in Martin Brod
- Kloster Moštanica

## Deutschland
- Skite des heiligen Spyridon in Geilnau (Rhein-Lahn-Kreis)
- Kirche der Entschlafung der Gottesmutter (Himmelsthür) in Hildesheim – Himmelsthür (Niedersachsen)
- Verkündigungs-St. Justin-Kloster in Eiterfeld – Unterufhausen (Hessen)

## Griechenland
- Kloster Hilandar auf dem  Athos

## Kosovo
- Kloster Banjska
- Kloster Gračanica
- Kloster Visoki Dečani
- Kloster der Heiler St. Kosmas und Damian in Zoçisht

## Montenegro
- Kloster Morača
- Kloster Ostrog
- Kloster Piva

## Rumänien
- Dreifaltigkeitskloster in Bezdin